# Bryozoichthys
Bryozoichthys är ett släkte av fiskar. Bryozoichthys ingår i familjen taggryggade fiskar.
Kladogram enligt Catalogue of Life:
| Bryozoichthys | \| \| Bryozoichthys lysimus \| \| \| \| \| \| Bryozoichthys marjorius \| \| \| \| |
|               | \| \| Bryozoichthys lysimus \| \| \| \| \| \| Bryozoichthys marjorius \| \| \| \| |
|               | Bryozoichthys lysimus                                                             |
|               |                                                                                   |
|               | Bryozoichthys marjorius                                                           |
|               |                                                                                   |